# Белое Болото (Гомельская область)
Белое Болото (бел. Бе́лае Бало́та) — агрогородок в Речицком районе Гомельской области. Административный центр Белоболотского сельсовета.

## География

### Расположение
В 8 км на северо-восток от Речицы, в 50 км от Гомеля и в 7 км от железнодорожной станции Сенозавод в д. Сенная.

## Транспортная система
Транспортная связь по просёлочной, а затем по автодороге Калинковичи — Гомель.
В деревне 219 жилых домов (2004 год). Планировка состоит из прямой, с почти широтной ориентацией, улицы, к которой с юга примыкают 2 улицы — прямо- и криволинейная. Застройка деревянными домами усадебного типа. После аварии на Чернобыльской АЭС для переселения людей из зоны радиационного загрязнения в 1986 году в деревне построено 50 кирпичных домов.

### Водная система
На севере и на востоке сеть мелиоративных каналов, на юге мелиоративные каналы и озеро Погорелец.

### Улицы
- Комсомольская
- Лесная
- Луговая
- Молодёжная
- Советская
- Центральная
- Школьная
- Юбилейная

## Экология и природа
На севере и на востоке урочище Белое Болото.

## История
Основана в 1920-х годах переселенцами с соседних деревень. В 1929 году организован колхоз.
Во время Великой Отечественной войны на фронтах погибли 9 жителей деревни.
В 1959 году деревня являлась центром совхоза «Речица», в состав которого входили населённые пункты Красный Октябрь и др. В этом году в деревне действовали средняя школа, библиотека, Дом культуры, фельдшерско-акушерский пункт, детский сад-ясли, отделение связи.

## Руководители
Председатели сельисполкома
- Ирина Ивановна Бобченок (и. о.)[2]

## Население

### Численность
2004 год — 219 дворов, 560 жителей.

### Динамика
- 1959 год — 631 житель (согласно переписи).
- 2004 год — 219 дворов, 560 жителей.